# Якубовский, Ян Феликс
Якубовский Ян Феликс (пол. Jakubowski Jan Feliks; 20 ноября 1874, Рига — 4 августа 1938, Варшава) — польский историк и архивист, педагог.

## Биография
Родители — Болеслав Якубовский и Валерия из Кибартов. Учился в Риге.
В 1894 поступил на историко-филологический факультет Московского университета. За участие в студенческой демонстрации в 1896 исключен из университета.
В 1897 поступил на юридический факультет Дерптского университета, который окончил в 1903.
С научными целями путешествовал по Франции и Германии.
В 1904 в Московском университете сдал экзамен на право преподавать историю в гимназиях. В 1905 вынужден был уехать на лечение в Италию.
Позднее преподавал в Варшаве в Торговой школе купеческого общества, в Обществе научных курсов и на Педагогических курсах Милковуского.
В 1915—1918 находился в Москве, куда эвакуировался во время Первой мировой войны.
В Москве преподавал в школах для польских беженцев. Возглавлял польскую организацию преподавателей средних школ в России.
С 01.06.1918 архивист в Архиве публичного просвещения.
В 1923 — эксперт в деле возвращения польских архивных документов из России. Выступал за передачу Польше Метрики ВКЛ.
В Варшаве по предложению Польской Академии наук исследовал материалы из Несвижского архива князей Радзивиллов, подготовил к печати некоторые законодательные акты ВКЛ. Одновременно собирал материалы для Кодекса актов ВКЛ, подготавливаемого Польской АН.
С 1922 член Комитета кассы имени Меновского.
С 1928 член Географической комиссии Польской АН.
В 1924—1925 преподавал в Варшавском университете историю Литвы вместо О.Галецкого.
С ноября 1932 на пенсии. Умер в 1938 г. в Варшаве.